# Capo Irwyn
Il capo Irwyn è un capo roccioso antartico, situato al margine della Barriera di Ross, che forma l'estremità settentrionale del Lillie Range, alle pendici delle Prince Olav Mountains, catena montuosa che fa parte dei Monti della Regina Maud, in Antartide. 
La denominazione è stata assegnata dal gruppo sud della New Zealand Geological Survey Antarctic Expedition (1963–64), in onore di Irwyn Smith, operatore radio di soccorso presso la Base Scott nel 1963-64.